# Vanessa Carlton
Vanessa Lee Carlton (Milford, 16 de agosto de 1980) é uma cantora pop, escritora e pianista norte-americana mais conhecida pelo single "A Thousand Miles" de seu álbum de platina Be Not Nobody (2002), que vendeu cerca de 2,5 milhões ao redor do mundo. Seu segundo álbum, intitulado Harmonium (2004), não obteve êxito comercial. O fracasso do disco levou-a a deixar sua gravadora na época, a A&M Records, alegando falta de divulgação do disco. Atualmente, Vanessa é contratada da The Inc, selo mais conhecido por seus artistas Black e do Hip Hop e que é filiado à Motown, famosa gravadora, casa da soul music, e lançou seu terceiro disco Heroes & Thieves, que vem com "Nolita Fairytale" de carro-chefe.

## Biografia
Vanessa Carlton nasceu em Milford, na Pensilvânia, EUA. Filha do piloto Ed Carlton e da pianista e professora de música Heidi, Vanessa era uma criança prodígio. Ouvia música clássica tocada por sua mãe. Com dois anos de idade, depois de uma viagem à Disney, tocou no piano a música It's A Small World, devido ao forte impacto de ouvir essa canção na viagem. Com oito anos compôs a sua primeira canção, e depois de alguns anos a ouvir música que ia desde Debussy aos Pink Floyd, por influência dos pais, a cantora entrou para a School of American Ballet, em Nova Iorque, quando tinha catorze anos. Durante algum tempo viveu em um dormitório no Lincoln Center, mas a dada altura cansou-se do curso. Vanessa era a melhor aluna da sala e o ensino era muito rígido, o que acabou frustrando-a com o método de ensino. Foi então que se virou para o piano e nessa altura nasceram as primeiras canções a sério.
Trabalhou como garçonete por um tempo, depois começou a frequentar bares de Nova Iorque e a sua música chegou aos ouvidos de profissionais da indústria fonográfica. O single de estreia, A Thousand Miles, do primeiro disco Be Not Nobody chegou às estações de rádio e aos canais de música em Fevereiro de 2002 e em Agosto já rodava incansavelmente na MTV. Na época, a revista Rolling Stones a destacou como uma das novas artistas a seguir atentamente durante o ano.
Vanessa já namorou com o cantor John Mayer e é amiga íntima das cantoras Avril Lavigne e KT Tunstall. No dia 19 de Junho de 2010, no festival Nashville Pride, Carlton assumiu ser bissexual, perante uma enorme plateia que aplaudiu a coragem da artista.

## Discografia

### Be Not Nobody
No ano de 2002, Vanessa lançou seu primeiro disco chamado Be Not Nobody. Lançado pela A&M (mesma gravadora da Sheryl Crow) e produzido por Ron Fair, o disco foi sucesso de público e crítica. Seu primeiro single A Thousand Miles foi hit pelo mundo a fora, e com certeza é sua música mais conhecida até hoje e foi um sucesso global. O disco vinha com músicas de apelo pop ("A Thousand Miles", "Ordinary Day" e "Pretty Baby") misturadas a músicas mais alternativas ("Rinse", "Paradise" e "Wanted"). Além de músicas autorais, Vanessa ainda gravou Paint It Black, música dos Stones. Ao todo foram mais de 3 milhões de cópias vendidas pelo mundo e três indicações ao Grammy de 2003.

### Harmonium
O segundo disco de Vanessa, intitulado Harmonium, trazia com ele uma grande pressão de alcançar boas posições nas paradas, assim como seu antecessor. O disco trazia uma mudança em questão de arranjos e letras, os quais eram mais "sombrias" se comparadas as anteriores. O álbum não foi um sucesso como o de estreia, devido a vários motivos, dentre eles o de que o single de abertura "White Houses" teve seu vídeo censurado nos EUA por fazer menção à perda da virgindade ao longo de um curto verso, de forma sutil. Outras músicas de destaque no álbum são "Annie", que falava sobre uma fã de Vanessa que tinha leucemia e "She Floats", onde ela e seu produtor e até então namorado Stephen Jenkins soltavam gritos no meio da música.

### Heroes & Thieves
Após as baixas vendas de Harmonium, Vanessa abandonou sua gravadora e mudou para a The Inc, mais conhecida por gravar álbuns de artistas do cenário Hip-Hop. Ao ingressar na nova gravadora, houve a dúvida quanto ao som de Vanessa sofrer alguma alteração, mas depois do lançamento de "Nolita Fairytale", seu primeiro single para o disco novo, percebeu-se que sua música pop e seu piano não sofreram alterações. Algumas músicas conhecidas de seus fãs por tocarem sempre em seus shows, como "The One" e "Hands On Me" entraram no disco. Heroes & Thieves foi lançado no dia 9 de outubro de 2007 e tem produção de Stephen Jenkins, Linda Perry e Irv Gotti, recebendo uma divulgação um pouco maior que seu álbum antecessor, desta vez contando ainda com um segundo single, "Hands On Me".

### Rabbits On the Run
Após um tempo sem notícias, Vanessa postou em seu fórum virtual no final de 2008 explicando o motivo de seu "sumiço" e anunciando que já estaria trabalhando em seu quarto álbum. Em Março de 2009, Vanessa lançou três novas músicas ao vivo: London Fair-Weather Friendse o instrumental Waltz. Nas músicas percebe-se um amadurecimento, e como característica para esta artista, uma pequena "mudança" no estilo das músicas, e letras profundas. A 17 de setembro de 2009, a cantora criou sua conta na rede de relacionamentos twitter. No dia 5 de outubro de 2009,ela divulgou o possível nome desse quarto álbum: Tall Tales for Springa 8 de maio de 2010 Vanessa atualizou seu Facebook e em post revelou o nome definitivo do album rabbits on the run. ela também divulgou o nome de mais duas músicas moneymaker e i don't wanna to be a bride. dia 19 de maio de 2010 a cantora fez um show na parada gay Nashville pride e apresentou duas novas músicas i don't want to be a bride e tall tales for spring. que não é nada mais do que a música waltz com uma letra. dia 2 de outubro de 2010 Vanessa anunciou em seu twitter que o album havia sido finalizado. dia 9 de outubro de 2010 a cantora fez um show na kean university e apresentou uma nova música chamada carousel. No dia 1 de março de 2011. Vanessa confirmou  em seu twitter, que seu novo álbum “Rabbits on the Run” seria lançado no dia 21 Junho de 2011 “I am humbled to be able to say the following: Vanessa Carlton Album: Rabbits on the Run Release Date: June 21 Label: Razor and Tie 12h46 PM Mar 1st via web”. O álbum foi lançado e atingiu boas criticas pelo amadurecimento musical.
Uma Vida em 3 Minutos: Vanessa Carlton Conta sua Trajetória em Seu Novo Clipe "Hear The Bells"!
Melanconlia define o novo single de Vanessa Carlton. Após a animadinha Carousel, parece que a cantora quis apostar mesmo em seu lado mais dark e mais profundo, lançando a faixa de som claramente alternativo "Hear The Bells".
Apesar do seu novo Rabbits on The Run" ter tido um atraso de lançamento, as músicas já estavam rodadíssimas na web, e "HTB" inclusive já figurou na trilha sonora da última temporada de One Tree Hill e em um EP natalino de mesmo nome lançado pela própria Vanessa em Novembro com uma versão alternativa.
| Ano  | Detalhes do Álbum | Melhores posições | Melhores posições | Melhores posições | Melhores posições | Vendas                      |
| Ano  | Detalhes do Álbum | EUA               | RU                | JAP               | ALE               | Vendas                      |
| ---- | --- | ----------------- | ----------------- | ----------------- | ----------------- | --------------------------- |
| 2002 | Be Not Nobody - Lançamento: 30 de junho de 2002 - Formato(s): CD, K7, download Digital - Gravadora(s): A&M Records                 | 5                 | 7                 | 17                | 7                 | - : 2 500 000 - : 1 380 000 |
| 2004 | Harmonium - Lançamento: 9 de novembro de 2004 - Formato(s): CD, K7, download Digital - Gravadora(s): A&M Records                   | 33                | —                 | 52                | —                 | - : 179 000                 |
| 2007 | Heroes & Thieves - Lançamento: 9 de outubro de 2007 - Formato(s): CD, download Digital - Gravadora(s): The Inc. / Universal Motown | 44                | —                 | —                 | —                 | - : 75 000                  |
| 2011 | Rabbits on the Run - Lançamento: 26 de julho de 2011 - Formato(s): CD, LP, download Digital - Gravadora(s): Razor & Tie            | 62                | —                 | —                 | —                 | - : 22 000                  |
| 2015 | Liberman - Lançamento: 23 de outubro de 2015 - Formato(s): CD, LP, K7, download Digital - Gravadora(s): Dine Alone Records         | —                 | —                 | —                 | —                 |                             |

### Singles
| Ano  | Single             | Posição     | Posição | Posição | Posição | Posição | Posição | Posição         | Álbum              |  |
| Ano  | Single             | EUA HOT 100 | EUA AC  | UK      | AUS     | IDN     | Bra     | KO (Gaon Chart) | Álbum              |  |
| ---- | ------------------ | ----------- | ------- | ------- | ------- | ------- | ------- | --------------- | ------------------ |  |
| 2002 | "A Thousand Miles" | 05          | 01      | 06      | 01      | 01      | 08      | --              | Be Not Nobody      |  |
| 2002 | "Ordinary Day"     | 30          | --      | 53      | 48      | 03      | --      | 111             | Be Not Nobody      |  |
| 2002 | "Pretty Baby"      | --          | --      | 94      | --      | 20      | --      | --              | Be Not Nobody      |  |
| 2004 | "White Houses"     | 86          | --      | --      | --      | 22      | --      | 33              | Harmonium          |  |
| 2004 | "Private Radio"    | --          | --      | --      | --      | --      | 09      | --              | Harmonium          |  |
| 2007 | "Who's To Say"     | --          | --      | --      | --      | 45      | --      | --              | Harmonium          |  |
| 2007 | "Nolita Fairytale" | --          | --      | --      | --      | --      | --      | --              | Heroes & Thieves   |  |
| 2008 | "Hands On Me"      | --          | 28      | --      | --      | --      | --      | --              | Heroes & Thieves   |  |
| 2011 | "Carousel"         | --          | --      | --      | --      | --      | --      | 74              | Rabbits On The Run |  |
| 2011 | "Dear California"  | --          | --      | --      | --      | --      | --      | 27              | Rabbits On The Run |  |

### Trilha sonora
- 2001 - Legally Blonde: A Thousand Miles
- 2002 - O Beijo do Vampiro: A Thousand Miles
- 2002 - Maybe This Christmas: Grensleeves
- 2003 - American Dreams Tso: Wishin And Hopin
- 2003 - Agora É Que São Elas: Big Yellow Taxi featuring Couting Crows
- 2002 - Malhação: Ordinary Day
- 2003 - Malhação: Pretty Baby
- 2003 - Charmed: Rinse
- 2004 - As Branquelas: A Thousand Miles
- 2004 - Seus Olhos: Private Radio
- 2005 - Menina Má Ponto Com: Big Yellow Taxi
- 2005 - Charmed: San Francisco
- 2006 - Morangos com Açúcar: San Francisco
- 2006 - Gossip Girl: Nolita Fairytale
- 2008 - The Brave One: My Best
- 2008 - Songs For Tibet - The Art of Peace: More Than This (Campfire Take)
- 2009 - Mulher: This Time
- 2009 - Malhação: Heroes & Thieves